# HB-Flugtechnik
Die HB-Flugtechnik (ehemals HB Brditschka) ist ein Entwickler, Hersteller und Wartungsbetrieb für Leichtflugzeuge mit Sitz in Ansfelden (Stadtteil Haid), Oberösterreich.
Die Firma ist heute auf die Nachprüfung und Wartung von Leichtflugzeugen spezialisiert. Sie ist Musterbetreuer für alle HB-Flugzeuge und stellt Bausätze für den Eigenbau her. Sie ist außerdem Eigentümer des Flugplatzes Hofkirchen, wo sie eine Flugschule für Segelflieger und Privatpiloten betreibt.
Die HB-3 bildete die Grundlage für das weltweit erste bemannte Elektroflugzeug.

## Unternehmensgeschichte
Die Ursprünge des Unternehmens liegen in der HB Brditschka GmbH, die auf die Herstellung von Schmuckwaren spezialisiert war: In den 1960er Jahren begann Heinrich Wenzel Brditschka im Eigenbau einige Exemplare der Raab Krähe zu fertigen. Nebenbei stellte er im familieneigenen Betrieb Einzelteile für andere Amateurbauer her. Von 1967 bis 1969 entwickelte er mit seinem Sohn Heino Brditschka die Krähe zur HB-3 weiter. Nachdem dieser seine Ingenieursausbildung abgeschlossen hatte, wurde dieser 1970 Leiter der neu eingerichteten Flugzeugbauabteilung. Im Jahr darauf begann die Entwicklung der HB-21, die vier Jahre später in Serie ging.
1973 wurde in Zusammenarbeit mit dem Modellbauer Fred Militky das weltweit erste manntragende Elektroflugzeug geschaffen: Eine HB-3 wurde mit einem Elektromotor und Nickel-Cadmium-Akkumulatoren ausgerüstet. Der Erstflug des als MB-E1 bezeichneten Fluggerätes am 21. Oktober 1973 wurde noch viele Jahre später im Guinness-Buch der Rekorde geführt. Das Flugzeug wird seit 2017 – ergänzt, restauriert jedoch nicht flugtauglich – im Flugmuseum Graz-Thalerhof präsentiert.
1977 wurde der Flugplatz Hofkirchen gebaut und als Werksflugplatz in Betrieb genommen.

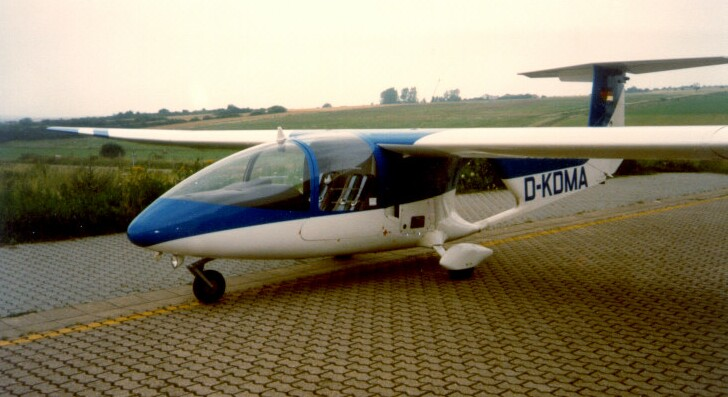
Eine HB-23

1981 wurde mit einer HB-21/2400 und einer Schleicher K 8 der – nach Firmenangaben – erste Flugzeugschlepp mit einem Motorsegler als Schleppflugzeug durchgeführt. Tatsächlich war die HB-21 in Österreich bereits 1983 zum Schleppen zugelassen – 15 Jahre vor dem Samburo in Deutschland. Im gleichen Jahr begann auch die Entwicklung der HB-23.
1986 begannen die Entwicklungsarbeiten an der HB-202. Außerdem wurde zwecks Ausgliederung der Serienproduktion der HB-23 die HB-Aircraft AG gegründet, während die Flugzeugbauabteilung des Familienbetriebs selbst vornehmlich als Wartungs-, Reparatur- und Entwicklungsbetrieb diente. Letzterer wurde 1988 aufgeteilt: Die Schmuckwarenfertigung erfolgte von nun an durch die HB-Brditschka GmbH & Co KG, die noch heute (2015) unter dem Markennamen Lorena Schmuck herstellt. Aus der Flugzeugbauabteilung wurde unter der Leitung von Heino Brditschka die HB-Flugtechnik GmbH. Die HB-Aircraft AG wurde wenig später aus wirtschaftlichen Gründen wieder geschlossen.

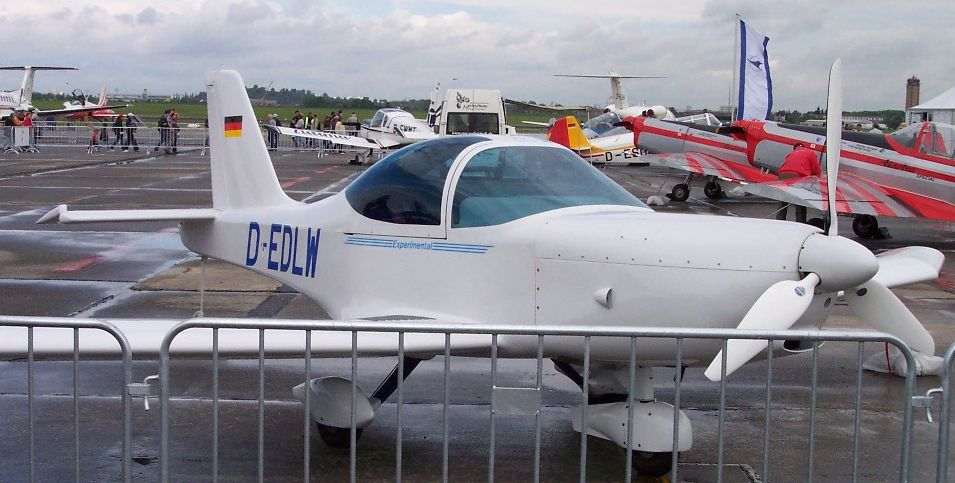
Eine HB-207 auf der ILA 2006

In den 1990er Jahren konzentrierte man sich zunächst auf das Reparatur- und Wartungsgeschäft und entwickelte mit der HB-207 den ersten Tiefdecker der Firmengeschichte, dessen Serienfertigung als Bausatz 1996 anlief. Später folgte die HB-208, die ebenfalls als Bausatz erhältlich ist. In den 2000er Jahren wurden Flugplatz und Betriebsgebäude ausgebaut, 2008 folgte die Zertifizierung des Betriebes nach EASA-Richtlinien.

## Trivia
Einer breiten Bevölkerung ist die HB-23 als Radio OÖ ORF Überflieger bekannt. Im Auftrag von ORF und der Arbeiterkammer Oberösterreich startet er seit 1999 täglich in der Früh vom Flugplatz Hofkirchen um die Verkehrssituation im Zentralraum zu überwachen und Informationen in die Sendungen von ORF OÖ und Ö3 zu liefern.